# Жмурко Іван Матвійович
Іван Матвійович Жмурко (нар. 16 (29) серпня 1914 — пом. 4 серпня 1955) — радянський військовий льотчик, учасник радянсько-фінської та німецько-радянської війни. Герой Радянського Союзу (1946).

## Біографія
Народився 29 серпня 1914 року у селі Степашки (нині Гайсинського району, Вінницька область). Українець. Закінчив сільську школу. У 1930 р. — на роботах у бригадах Дніпровської ГЕС.
У Червоній Армії з 1935 року. В 1938 році закінчив Харківське військове піхотне училище, в 1938 — Харківське військове авіаційне училище штурманів.
Учасник радянської інтервенції на територію Фінляндії (1939—1940).
Учасник німецько-радянської війни з червня 1941. Служив на Західному, Калінінському, Сталінградському, Донському, Північно-Кавказькому, 3-му Білоруському, 1-му і 2-му Прибалтійських фронтах. Здійснював вильоти на бомбардування захоплених противником міст Білорусі (Борисов, Орша, Вітебськ). До квітня 1945 року здійснив 206 бойових вильотів для бомбардування аеродромів, залізничних вузлів, скупчень військ противника.
Указом Президії Верховної Ради штурманові ескадрильї 35-го гвардійського бомбардувального авіаційного Сталінградського полку, капітанові Жмурку І. М.  присвоєно звання Героя Радянського Союзу.
Після війни продовжував службу в ВПС СРСР. В 1949 році закінчив Вищу офіцерську школу штурманів у м. Краснодар. Трагічно загинув при виконанні службових обов'язків 4 серпня 1955 року.

## Пам'ять
У селі Степашки встановлене погруддя Івана Жмурка, також там його ім'ям названа одна з вулиць. Ще одне погруддя встановлено у Вінниці на території Військово-історичного музею Повітряних сил Збройних сил України .